# Spry (Pennsilvània)
Spry és una concentració de població designada pel cens del Comtat de York (Pennsilvània) als Estats Units d'Amèrica.

## Demografia
Segons el cens dels Estats Units del 2000 tenia 4.903 habitants., 2.125 habitatges, i 1.411 famílies. La densitat de població era de 733,7 habitants/km².
Dels 2.125 habitatges en un 26,7% hi vivien nens de menys de 18 anys, en un 55,1% hi vivien parelles casades, en un 9% dones solteres, i en un 33,6% no eren unitats familiars. En el 28,4% dels habitatges hi vivien persones soles el 10,1% de les quals corresponia a persones de 65 anys o més que vivien soles. El nombre mitjà de persones vivint en cada habitatge era de 2,27 i el nombre mitjà de persones que vivien en cada família era de 2,77.
Per edats la població es repartia de la següent manera: un 21,6% tenia menys de 18 anys, un 5,8% entre 18 i 24, un 29,7% entre 25 i 44, un 26% de 45 a 60 i un 16,8% 65 anys o més.
L'edat mediana era de 41 anys. Per cada 100 dones de 18 o més anys hi havia 89,2 homes.
La renda mediana per habitatge era de 49.240 $ i la renda mediana per família de 57.344 $. Els homes tenien una renda mediana de 41.436 $ mentre que les dones 31.587 $. La renda per capita de la població era de 24.564 $. Entorn del 3,5% de les famílies i el 5,2% de la població estaven per davall del llindar de pobresa.

## Poblacions properes
El següent diagrama mostra les poblacions més properes.